# نمایش‌درمانی

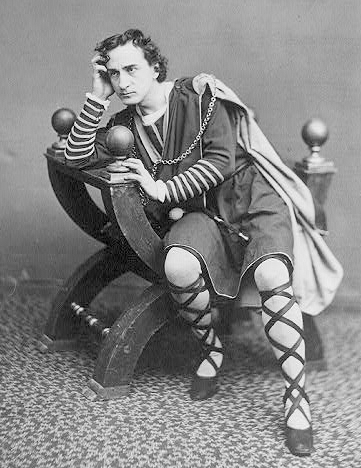
هملت

نمایش‌درمانی ؛ درمانی کمکی ؛ غیر دارویی ؛ بازی محور و گروهی است (انجمن بین المللی دراماتراپی ایران DTCI) شاخه‌ای از هنر درمانی است.
دراماتراپی یا نمایش‌درمانی، بهره‌گیری از جنبه‌های دراماتیک و زیبایی شناسانهٔ هنر نمایش، جهت تأثیرگذاری بر شخصیت افراد است که بـیـش از آنکه یک فعالیت فـردی باشـد بنا به ذات وجـودی نمایش، یک فعالیت گروهی اسـت
شاید بتوان نـخـسـتـیـن نشانه‌های نـمـایـش درمانی را در رفتارهای رازآلود جادوگران و شفادهندگان بدوی قبایل جستجو کردکه به شکلی بیانگر تأثیر فعالیت‌های نمایشی بر روان و حتی جسم آدمی بودند.
این شیوه درمانی به‌طور مشخص نخستین بارتوسط روانپزشک و نظریه پرداز رومانیایی اصل ژاکوب لویی مورنو۱۸۹۲ و از مشاهده، مطالعه و تحلیل بازی‌های کودکان شکل گرفت. او به همراه تعدادی از پزشکان یک گروه درمانی کوچک به نام «یاری به خود» را تأسیس کرد که بعدها به «اولین مرکز رسمی تئاتردرمانی» در حومهٔ نیویورک تبدیـل شـد
مورنو، نقش مهمی در انسجام اصول نمایش‌درمانی داشت و در کتابی که به سال ۱۹۴۷ با عنوان «تئاتر خودجوش " نوشت، اساس و شیوهٔ نـمـایـش درمانـی را تعریف و تبیین کرد.
روان تماشا = سایکودراما به افراد اجازه می‌دهد تا از قوه تخیل و توان انگاره‌زایی خود به عنوان پایه و اساس اجرای نمایش‌بهره ببرند. استفاده از این قوه و توانایی به‌بهترین شکل، ظرفیت فرد را برای حضوردر دنیایی که بزرگتر از زندگی است اثبات‌می‌کند. به قول دکتر مورنو خیال‌زایی یک عنصراساسی در هنر به‌طور عام و در اجراهای‌نمایشی به‌طور خاص است. فردی که درجلسات روان تماشا حاضر می‌شود نه تنهامی‌تواند صحنه‌های واقعی زندگی‌اش رابازنمایی و بازی کند بلکه تشویق می‌شود تاصحنه‌هایی را که هرگز اتفاق نیفتاده‌اند، هرگز اتفاق نخواهند افتاد یا اصلاً نمی‌تواننداتفاق بیفتد نیز بازی کند و به تصویر بکشد. این صحنه‌ها غالباً عرضه‌کننده امیدها، ترس‌ها و کارها و تحولات ناتمام مانده روان‌ما هستند که از برخی جهات‌واقعی‌تر از وقایع زندگی روزمره جلوه می‌کنند.
نمـایش درفرآیـند درمان هـنگامی جنبهٔ محوری می‌یابد که هـدف از پـروسهٔ درمان کاهـش یا رفـع کامـل اختلالات روانـی و رفـتاری باشد. ایـن تصور که صرفاًافرادعادی می‌توانند در چهارچوب فعالیـتهـای نمایشی تحت درمان قرار گیرند کاملاً مردوداست.[فخری، فاطمه و همکاران (۱۳۸۲)]
هرگاه A نـقـش B را برای C بازی کند سـاده‌ترین تعـریف نمایش حاصل می‌شود. بر پـایـه این تـعـریـف، A و B در نمایش درمانـی معـمـولاً یک نـفـر اسـت، یـعـنـی A غالبا نقـش خـود را بازی می‌کنـد C تماشا گـر یا «دراماتراپـیست» اسـت که به شکلـی مداخله گـرا نـه بر فرایند نمایش بـعـنـوان کارگردان و مشاور نظارت کامـل دارد.
تکنـیـک‌های فراوانی از جـمـلـه «فن خودبازنمایی - وارونگی نقش – واقعـیـت بـخـشـی – فن آئـیـنه - فن صنـدلـی خالـی، عـروسک درمانی و داستان گویی و....» د رنمایش درمانی مطرح اسـت. اما در همه آن‌ها نقش درمانی نمایش به صورت گروهی نتایج قابل توجـه و حائـزاهـمـیـت تری نسبت به فعالیت‌های فردی دارد، زیراامـکان مـداخله سایراعـضای گروه و بـیـان دیدگاههای دیگری در یک مقوله خاص وجود دارد.
در یک تعریف کلی سایکودراما عـبارت اسـت از روشـی که در جریان آن افراد مشکلا ت شخـصـی خود را دریک گروه به نمایش درمی آورنـد [زابلی. پریسا - ثنایی ذاکر، دکتر باقر (۱۳۸۰)]. در واقع سایکودراما، خاصیت شفابخشی حاصل از ادغام بازی و عمل بداهه‌است.
به تازگی کتابی با عنوان مبانی سایکودراما
نوشته‌شده توسط ادام بلاتنر و ترجمه ساناز فلاح زاده و ارزو سیاردوست تبریزی توسط انتشارات المپیک به چاپ رسیده است؛ که یکی از اصلی ترین منابع آشنایی با نظریه سایکودرام و روش های آن است.
[[از جمله تکنیکهای دراماتراپی می توان به تکنیک «نقش چند پاره»؛ «روایتگری نمایشی»؛ «بازی صندلی»؛ «نعل وارونه» ؛«صندلی داغ» ؛«صندلی خالی» ؛«بازی خیال»؛ «بازی توهم» و...اشاره کرد]].
اتحادیه جهانی دراماتراپی WADTh بزرگترین مجمع جهانی دراماتراپی است که ایران از سال ۲۰۱۷ به عنوان عضو موسس و بنیانگذار این اتحادیه در آن حضور دارد.[امرایی . مجید - دراماتراپی و تئوری نقش ها (۱۳۹۹) انتشارات دانژه]
هدف اصلی دراماتراپی این است که توانایی اعضای گروه برای به دست آوردن تجربه بهتر زندگی ارتقاء یابد .
دراماتراپی یک روش موثر برای کاهش اثرات روانی اختلالات روحی از طریق نتایجی است که در بازی جمعی به دست می آید(امرایی 2002).
دراماتراپی شامل فعالیتهای کلامی و غیر کلامی و استفاده از طیف وسیعی از تکنیک های نمایشی و روانشناختی است.دراماتراپی فراگیران را قادر می سازد تا با تغییرات کنار بیایند، با اضطراب برخورد کنند، با سوگ ها و از دست رفتن شرایط و روابط حمایتی قوی برای خود ایجاد کنند.
دراماتراپیست ها چه کسانی هستند؟ دراماتراپیستها شامل «هنرمندان تئاتر» و هم «روانشناسان» و «روانپزشکان» هستند .
آنها تمرینات ترکیبی برای مواجهه با مسائل مراجعان ترتیب می دهند، تا روش هایی برای تغییرات روانی، احساسی و ادراکی مراجعان ایجاد کنند.
داستان ها، اسطوره ها، بازی، خیمه شب بازی، ماسک ها و بداهه سازی ها ....نمونه هایی از طیف وسیعی از مداخلات هنری است که می توان از آن استفاده کرد.
از نگاه انجمن نمایش درمانی ایران ،دراماتراپی مبتنی بر دو تئوری پایه ای اجرا می شود : تئوری نقش گزاری روانی یا نمایشگری و تئوری تاثیر متقابل یا مشاهده گری .
در روش اول مراجع (بیمار) با مهارتی خاص توسط درمانگر در موقعیت بازی سازی با هدف بیان مسئله و در نهایت تخلیه روانی قرار میگیرد و با هدایت نمایش درمانگر به آرامش می رسد .
در روش دوم مراجع در موقعیت مشاهده گری قرار میگیرد تا مسائل خود را در دیگران ببیند و با هدایت نمایش درمانگر به راهکار مناسب مواجهه دست یابد.
دراماتراپی در قالب پروتوکلی(برنامه درمانی) از پیش تعیین شده در فضایی به دور از هر آسیب مراجع را به سمتی هدایت میکند تا به بیان مسئله اش بپردازد .
درمانگر برای رسیدن به مرحله اجرا به طرق زیر اطلاعات مراجعان را دریافت می کند :
در قالب "خود اظهاری" شخص مراجعه کننده ، در قالب "دریافت اطلاعات والدین یا سرپرستان فرد مراجعه کننده" ، از طریق "تیم درمان" شامل روان پزشک ، روان شناس ، مددکار اجتماعی و....، و همچنین از طریق "میدان عمل و کارگاه حضوری" .
پس از دریافت اطلاعات نمایش درمانگر در قالب جلسات درمانی بین 16 تا 24 جلسه با هدف تغییرات معنی دار در علائم بالینی (علائم بیماری)مراجع طرح برنامه می کند .
نمایش درمانی "هرگز تماشاگر محور نیست" یعنی برای تماشا شدن اجرا نمی شود و در هدف گزاری و شیوه ی اجرا با تئاتر رسمی فاصله های بسیاری دارد.
در تئاتر رسمی هدف تولید هنری در قالب ابعاد زیبایی شناسانه صحنه ای است .
این در حالی است که هدف نمایش درمانی "رفع مسئله" است نه تولید هنری و ابعاد زیبایی شناسانه تئاتری اولویت نیست.در نمایش درمانی" بداهه پردازی" و "بداهه سازی" عنصری مهم است این در حالی است که در تیاتر رسمی همه چیز از پیش تعیین شده است .در تئاتر رسمی اصولا داستانی از پیش تعیین شده در کار است که در قالبی توهمی مخاطب بازیگر را شخص دیگری غیر از خودش می بیند.در نمایش درمانی توهم داستانی چندان معنی ندارد مگر در" تکنیک درمانی بازی توهم" برای "بیماران اسکیزوفرن" با هدف تخلیه هیجانی.
دراماتراپیستهای ایران با استقبال گسترده ای که ازاین رویکرد درمانی در جهان شده است امیدوارند در سالهای آینده این روش درمانی گستردگی و فراگیری بیشتری را در کشورمان پیدا کند.

## شیوه‌های اجـرایی
- ۱-از میان گروه یک نفر به عنوان قهرمان.[۹] انتخاب و به صـحـنه آورده می‌شـود. شخـصـی انتخاب شـده به یاری کارگردان (دراماتراپـیسـت) به بازنمایی، وضـع درونی یا بیرونـی (محیـطـی) خود بر روی صـحنـه می‌پردازد. در این فرآینـد هـمه پـرده‌های نمایـش بـصـورت بداهه سازی، کاملاً خلاقـانه و خودانگیـختـه ا سـت. این نمایش هیچ متنـی ندارد و افراد در جریان آن دنیای خصـوصـی خـود را به اجرا و نمایش می‌گذارند.

«لاگـین. ان» در سال ۱۹۳۳ تحـقیقی جهـت آزمودن کارکرد سایکودراما بر زنان الکلی آمریکا انجام داد و نتیجه گرفت که دربیشتر موارد تکنیک‌های سایکوردراما تأثیر عـمیـق تری بر کـسـانـی داشـته کـه از لحاظ سـطح سـواداز دیگران بالاتر بوده اندوامکان بیشتری برای بروز خود با استفاده از توانمندیها ودانسته‌هایشان در مسائل مختلف داشته‌اند.
با نمایش در مانی می‌توان خصـیصـه‌های شخصیتی، نوروزها، تضادهای روانی و مشـکلات ارتباطـی را ارزیابی، تصـحـیـح و درمان نمود و تأ ثیرات مثبت آن در درمان اضـطـراب کـودکـان دبستانی به اثبات رسـیـده‌اسـت[الهی، اصغر (۱۳۷۳)]
- ۲-مـعـمولاً درابتدای هر جلسـه درمانی که حدود ۲ ساعـت به طول می‌انجامـد، ۳۰ دقیقه به داستان گویی اختصاص داده می‌شود و پس از آن فـعالیـت نمایشی آغاز می‌گردد. سپس از اعضا خواسته می‌شود برداشت خود را از قصه به صورت نمایشی بدون کلام (درنمایشهای فردی) و با کلام در نمایشهای گروهی اجراکنند. شیوهٔ اجرایی غـالـباً بداهـه‌سازی ا سـت. یعنی هیچگونه هماهنگی قبلی ویا متنی از قبل آماده شده وجود ندارد ونمایش، می‌بایـد با هـدایت کارگردان و به صورت کاملاً خلاقانه انجام شود. برای شروع بخصوص درجلسات اولیه بهتر است نمایشهای غیرعـروسکی و بدون استفاده از ماسک اجراء شود تا کودکان درجریان اجرا با استفاده ازاعـضـای بدن و انجام حرکات فیزیکـی بیان و بدن سـعـی دراظهار احساسات خود نماینـد.
- ۳-دراین شیوه که مـعـمولاً بـعـد از مـرحلـه دوم انجام می‌شود، برای ایجاد محیـطـی جذاب و تأثیرگذار امـکان استفاده از عروسـکها و ماسکهای نمایشی نیز وجود دارد مسلماً آشنایی کودکان بخصوص دختران با عروسک بازی امکان برون‌افکنی بیشتری به آنان خواهد داد و تأثیرگذاری آن در رونـد درمان بیشتر می‌باشـد.
- 4-در تمرین سوم می‌توان از مشارکت یک یا چند نفر د یگر نیز برای بازسازی مـشکل یکی ازاعضاء گروه استـفاده کردکه طی آن یک بار A نقش خود و هـمکارش نقش فرد مقابل او را بازی می‌کنـد و در مرحلـه بـعـد هـمـکار نقش A و فرد درمانگیر بـعـنوان فرد مقابل عـمـل می‌کند (تکنیک آئینه). در این حالت با ایجاد تـعـارض شخصیتی درمانگیر امکان پی بردن به راه حل‌های دیگری برای مشکلات از دیـد طرف مقابل فراهم خواهد شد. که مطمئناً دربهبود رفتار و مناسبات فردبااطرافیان نقش بسزایی خواهدداشت.
- نمایش درمانی دو شیوه ی مهم اجرایی و تأثیرگذاری دارد : یک ) شیوه ی نمایشگری دوم) شیوه ی مشاهده گری - در شیوه ی نخست مراجعان در موقعیت بازی بداهه و خلق موقعیت‌های خود ساخته قرار می‌گیرند تا به‌طور غیر مستقیم به بیان مسئله خود و در نهایت برون ریزی دست یابند  - در شیوه دوم مراجعان (بیماران)مسائل خود را در بازی دیگران می بینند و این دیگران یا مراجعان دیگر(بیماران) هستند یا یاوران نمایشی که هدفمند به بیان مسئله مراجعان کمک می‌کنند(دکتر مجید امرایی و همکاران 1375) .